# Gran Logia Regular de Italia
La Gran Logia Regular de Italia (GLRI) es un orden y jurisdicción masónica fundada el 17 de abril de 1993 en Roma por algunas logias que siguieron al entonces Gran Maestro del Gran Oriente de Italia, Giuliano Di Bernardo.
El GLRI es la única institución masónica italiana reconocida por las Grandes Logias anglosajonas y escandinavas.

## Historia
Con motivo de la investigación realizada por el magistrado de Palmi Agostino Córdova, el entonces Gran Maestro Giuliano Di Bernardo, decidió abandonar el GOI(Gran Oriente de Italia) y de renunciar al título de Gran Maestro. 
Después Di Bernardo se establecerá una nueva obediencia denominada Gran Logia Regular de Italia. 
El GLRI es la única obediencia masónica italiana reconocida por UGLE (Gran Logia Unida de Inglaterra), la Gran Logia "Madre del Mundo", desde la cual todas las logias de la Francmasonería mundial están integradas directa o indirectamente. Es la tercera asociación masónica para el número de miembros presentes en Italia. Actualmente todas las logias de la Gran Logia regular de Italia adoptan el Ritual de Emulación; además, el GLRI ha constituido, desde el día de su fundación, el gran capítulo Supremo del Arco Real, que gobierna en Italia la Orden del Arco Real Sagrado de Jerusalén, actualmente compuesta por 23 Capítulos.

## Principios constitutivos
La Gran Logia regular de Italia se proclama como la única autoridad masónica independiente, autónoma, regular y soberana, en todo el territorio de la República Italiana, para el gobierno de los Grados Puros y la Masonería Universal Antigua, que se enumeran a continuación: 
1er grado de Aprendiz admitido; 
Segundo grado de Compañero de Arte ;
3er grado de Maestro masón , incluida su terminación llamada "Arco Real Sagrado de Jerusalén".
La Gran Logia regular de Italia, de acuerdo con la tradición masónica regular, no considera ni reconoce ningún grado de conocimiento masónico, además de los enumerados anteriormente (solo tres grados); además, el GLRI ha incorporado el Libro de Constitución y Reglamentos de la Gran Logia Unida de Inglaterra, asumiéndolo, en su totalidad, como sus documentos constitutivos.

## Grandes Maestros
- 1993-2001 Giuliano Di Bernardo
- de 2001 Fabio Venzi